# Conradi-Hünermann-Syndrom
Das Conradi-Hünermann-Syndrom  (CDPX2) ist eine seltene angeborene Erkrankung und gehört zu den Chondrodysplasia punctata-Syndromen.
Es handelt sich um eine Skelettdysplasie mit Kleinwuchs, asymmetrischer Verkürzung der Gliedmaßen besonders der Oberarme und Oberschenkel sowie (Kypho)-Skoliose. Zusätzlich sind die Haut, die Haare und die Augen betroffen.
Synonyme sind: Conradi-Hünermann-Happle-Syndrom; Happle-Syndrom; lateinisch Chondrodystrophia congenita calcificans; Chondrodysplasia foaetalis calcarea
Die Erkrankung wird benannt nach den deutschen Kinderärzten Erich Conradi und Carl Hünermann sowie nach dem deutschen Arzt Rudolf Happle.

## Vorkommen
Die Häufigkeit der Krankheit wird auf mindestens 1 zu 400.000 Neugeborene geschätzt, 95 % der Betroffenen sind weiblich. Die Vererbung erfolgt X-chromosomal dominant.

## Ursache
Der Erkrankung liegen Mutationen im  EBP-Gen auf dem X-Chromosom Genort p11.23–p11.22 zugrunde, welches für das Emopamil binding protein EBP, ein Enzym im Cholesterin-Stoffwechsel kodiert.

## Klinik
Die Ausprägung des Syndroms kann sehr unterschiedlich sein.
Klinische Kriterien sind:
- Gesichtsauffälligkeiten wie  abgeflachter Nasenrücken,  flaches Gesicht, Hypertelorismus, hoher Gaumen
- Augenveränderungen wie Angeborene Katarakt in 60 %, meist einseitig, Glaukom, Optikusatrophie
- Asymmetrische Verkürzung der Extremitäten mit Beinlängendifferenz, meist Humerus und Oberschenkel
- Gelenkkontrakturen an Hüftgelenk, Hand und Fuß
- Häufig Skoliose und/oder Kyphose
- Hautveränderungen streifig oder fleckförmig angeordnet
  - Kongenitale ichthyosiforme Erythrodermie beim Neugeborenen
  - Ichthyosis entlang der Blaschko-Linien im Kindesalter (95 %)
  - Hyperkeratose an den Haarfollikeln
  - Atrophoderma
  - Pigmentanomalien
- Partielle Alopezie

## Diagnose
Die Erkrankung kann bereits im Mutterleib nachgewiesen werden.
In der Blutuntersuchung sind die Plasmaspiegel von 8(9) Cholestenol und 8-Dehydrocholesterol erhöht.
Im Röntgenbild finden sich:
- in den ersten Lebensjahren asymmetrisch verteilte punktförmige, „getüpfelte“ oder „stippled“ Verkalkungen in den Epiphysen der Röhrenknochen[1]
- höhengeminderte Wirbelkörper
- rhizomele Verkürzung der Gliedmaßen.[7]

## Differentialdiagnose
Abzugrenzen sind die anderen Formen der Chondrodysplasia punctata sowie andere Ursachen für  getüpfelte Epiphysen, CHILD-Syndrom, MEND-Syndrom und Vitamin-K-Mangel.

## Therapie
Die Ursache selbst ist nicht behandelbar. Die Hautveränderungen können durch Salben, die Wirbelsäulenverkümmungen durch Korsettbehandlung und eine Beinlängendifferenz orthopädisch angegangen werden,